# Brownea herthae
Brownea herthae är en ärtväxtart som beskrevs av Hermann August Theodor Harms. Brownea herthae ingår i släktet Brownea och familjen ärtväxter. Inga underarter finns listade i Catalogue of Life.